# Love Soup
Love Soup est une série télévisée britannique en six épisodes en 60 minutes et douze épisodes en 26 minutes, créée par David Renwick et diffusée entre le 27 septembre 2005 et le 17 mai 2008 sur BBC One.
Cette série est inédite dans tous les pays francophones.

## Distribution
- Tamsin Greig : Alice Chenery
- Montserrat Lombard : Milly Russell
- Sheridan Smith : Cleo Martin
- Owen Brenman (en) : Lloyd Drewitt
- Michael Landes : Gil Raymond
- Mark Heap : Douglas McVitie (saison 2)
- Amelia Curtis (en) : Fae Maddison (saison 2)

## Épisodes

### Première saison (2005)
1. There Must Be Some Way Out of Here
2. Death and Nurses
3. The Reflecting Pool
4. They Do Not Move
5. Take Five
6. War Is Heck

### Deuxième saison (2008)
1. Smoke and Shadows
2. Integrated Logistics
3. Dream Twister
4. The Menaced Assassin
5. Ragged Claws
6. Sophisticated Lady
7. Green Widow
8. Lobotomy Bay
9. Kiss of Death
10. Whose God is it Anyway?
11. Human Error
12. Home